# Brighton Beach (métro de New York)
Brighton Beach est une station aérienne du métro de New York situé dans le quartier de Brighton Beach à Brooklyn. Elle est située sur la BMT Brighton Line (métros jaunes et orange), issue de l'ancienne Brooklyn-Manhattan Transit Corporation (BMT), mais également connectée au réseau de l'ancien Independent Subway System (IND). Sur la base des chiffres 2012, la station, située à proximité du terminal de Coney Island – Stillwell Avenue était la 124e plus fréquentée du réseau.
Au total, deux services y circulent :
- Les métros Q y transitent 24/7[Quoi ?] ;
- Les métros B (pour lesquels la station constitue le terminus sud) y circulent en semaine jusqu'à 23h00.